# Wirbelbaum
Wirbelbaum is een attractie in het Nederlandse attractiepark Toverland. Wirbelbaum staat in het themagebied Wunder Wald, is gebouwd door Metallbau Emmeln en is van het type Flyingwheels, een rijzend rad.
De attractie opende in 2005 met de naam Twist & Turn. Voor het seizoen van 2015 kreeg de hal waar de attractie in staat een nieuw thema. Hierbij werd naam van de attractie veranderd naar Wirbelbaum.
Halverwege juli 2019 werd de attractie gesloten voor een reparatie. Door een hardnekkige storing kon de attractie pas na meer dan 3 maanden terug geopend worden.
Lijst van attracties in Attractiepark Toverland · Afbeeldingen